# 阿蘇 (美屬薩摩亞)
阿蘇（英語：A'asu）是位於美屬薩摩亞圖圖伊拉島北海岸的一個村莊。它位於法加薩以西和帕果帕果西北部。阿蘇是參與圖圖伊拉島考古調查的多個村莊之一。
阿蘇在1787年12月11日發生一場戰役，這場戰役造成12名歐洲人和39名薩摩亞人死亡。在阿蘇圖艾（舊阿蘇）可以找到法國人豎立的紀念碑。